# I. e. 879
Évszázadok: i. e. 10. század – i. e. 9. század – i. e. 8. század
Évtizedek: i. e. 920-as évek – i. e. 910-es évek – i. e. 900-as évek – i. e. 890-es évek – i. e. 880-as évek – i. e. 870-es évek – i. e. 860-as évek – i. e. 850-es évek – i. e. 840-es évek – i. e. 830-as évek – i. e. 820-as évek
Évek: i. e. 884 – i. e. 883 – i. e. 882 – i. e. 881 –  i. e. 880 – i. e. 879 – i. e. 878 – i. e. 877 – i. e. 876 – i. e. 875 – i. e. 874

## Események
- II. Assur-nászir-apli, asszír uralkodó, a birodalom új székhelyén, Kalhuban hatalmas ünnepi lakomával avatja fel a királyi palotát.